# Jayme Richardson
Jayme Richardson (Blacktown, 27 de abril de 1989), es una ciclista paralímpica australiana. Nació en el suburbio de Blacktown en Sídney, con ataxia cerebelar por asfixia al nacer, y comenzó a practicar el ciclismo en octubre de 2004 después de ver una entrevista posterior a los Juegos Paralímpicos de Atenas 2004 con la medallista de plata Claire McLean, en la que Claire dijo que Australia necesitaba más mujeres para practicar el ciclismo. En ese momento Jayme era nadadora y le iba muy bien, habiendo competido tanto en la escuela hasta el nivel de CHS como fuera de la escuela hasta el nivel nacional, sin embargo sintió que había algo más grande ahí fuera para ella y decidió que era necesario un cambio.
Ganó una medalla de bronce en los Juegos Paralímpicos de Pekín 2008 en la prueba de contrarreloj femenino de 500 m LC3-4/CP3. En los Juegos Paralímpicos de Londres 2012, ganó una medalla de bronce en la prueba de contrarreloj de 500 m C1-3, y también participó en la carrera de ruta femenina C1-3, la prueba de contrarreloj femenina C1-3, la persecución individual femenina C1-3 y la prueba de contrarreloj femenina de 500 m C1-3.

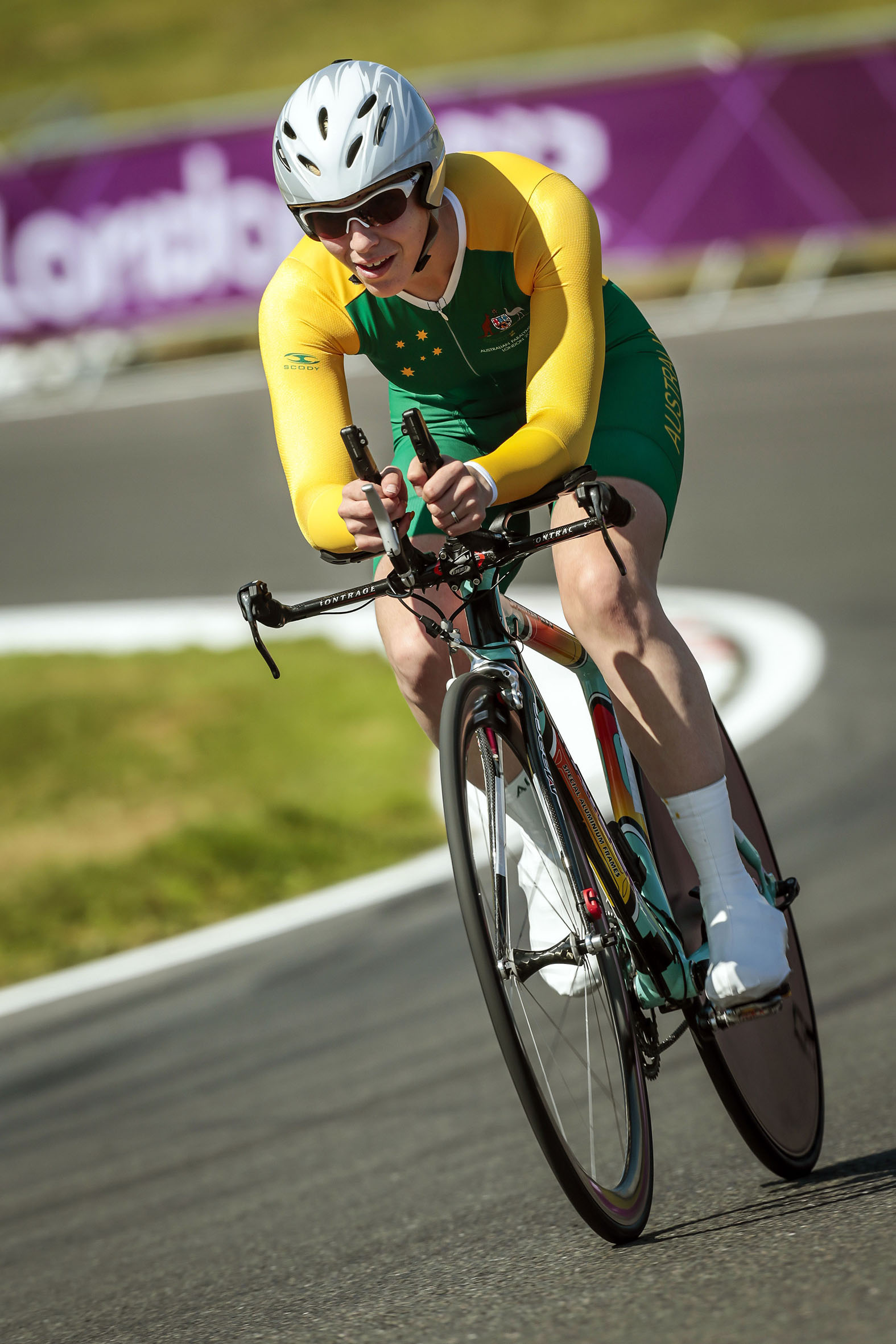
Richarson en los Juegos Paralímpicos de Londres 2012.

En los Campeonatos Mundiales de Paraciclismo en Pista de Aguascalientes, México, en 2014, ganó las medallas de oro en la Persecución individual de 3 km C1 y en la Contrarreloj femenina de 500 m C1. Compitiendo en los Campeonatos Mundiales de Paraciclismo en Pista de Greenville, Carolina del Sur, en 2014, Richardson ganó la Contrarreloj femenina C1.

## Reconocimiento
En 2014, Richardson fue nombrada la Atleta Femenina de Élite del Año del Comité Paralímpico Australiano.